# Sindlhausen
Sindlhausen ist ein Ortsteil der Gemeinde Tuntenhausen im oberbayerischen Landkreis Rosenheim.
Der Ort liegt nordwestlich des Kernortes Tuntenhausen. Nordöstlich des Ortes fließt die Moosach.

## Sehenswürdigkeiten

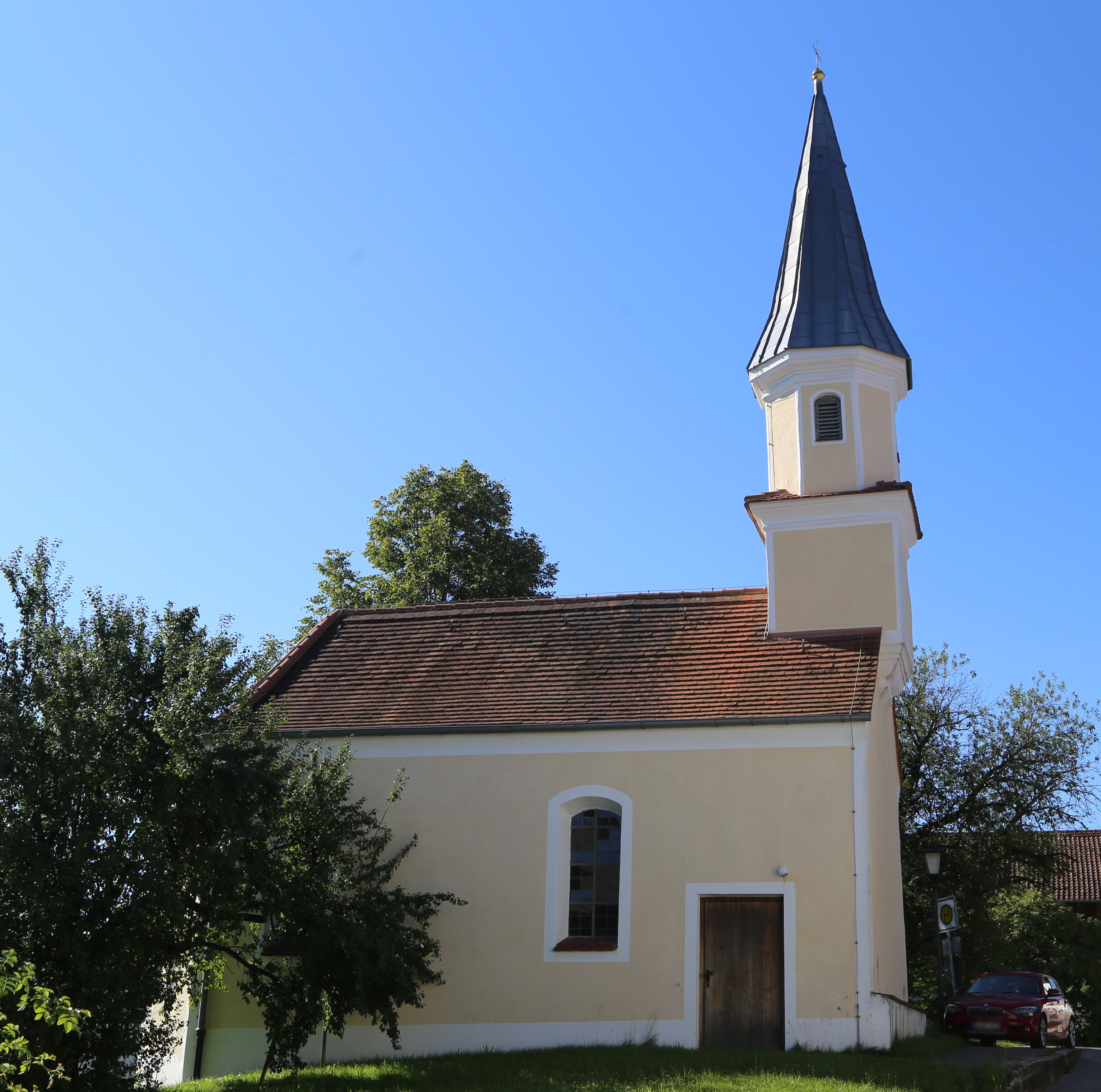
Filialkirche St. Margaretha in Sindlhausen

In der Liste der Baudenkmäler in Tuntenhausen sind für Sindlhausen zwei Baudenkmäler aufgeführt:
- Die im Kern romanische Filialkirche St. Margaretha ist ein kleiner Saalbau mit Dachreiter. Sie wurde im 17./18. Jahrhundert umgebaut.
- Ein Bildstock (Sindlhausen 30) aus Tuffstein, mit Pilastergliederung, stammt vom Ende des 16. / Anfang des 17. Jahrhunderts.